# 企業内大学の一覧
本項では、企業内大学の一覧（きぎょうないだいがくのいちらん）を列挙する。

## おもな企業内大学
- コカ・コーラ カンパニー「コカ・コーラユニバーシティ」
- 東芝デジタルソリューションズe-ラーニング「e-University」
- ゼネラル・エレクトリック社「リーダー研修センター」「クロトンビル経営開発研究所」
- ディズニー大学
- SOMPOケアユニバーシティ
- ニラク大学
- バークレー・バンク大学
- シティ・オブ・テンプ
- コールドウェル・バンカー大学
- ヒューメイン・ソサイアティ
- マクドナルド・ハンバーガー大学
- NCRテラデータ企業内大学
- オールド・ミューチュアル大学
- テクストロン・オートモーティブ大学
- ユニオン・フェノーサ大学
- シーメンス・ナレッジセンター
- シンボル・テクノロジーズ大学
- トヨタ大学
- ファイザー企業内大学
- キャピタル・ワン企業内大学
- アメリクレジット 企業内大学
- IBM 企業内大学
- インフォシスリミテッド企業内大学　「Mysore Global Educational Center」
- KLAテンコール企業内大学
- インテル企業内大学
- アーンスト・アンド・ヤング企業内大学
- ザ・リッツカールトン・ホテル企業内大学
- デロイト・トウシュ企業内大学
- ハネウェル企業内大学
- 株式会社アメンド（創己塾）
- NTTデータ・ユニバーシティ企業内大学
- エプソン販売企業内大学
- 株式会社オークネット企業内大学
- キヤノンマーケティングジャパン企業内大学
- クリナップ企業内大学
- 静岡銀行企業内大学
- 清水銀行企業内大学
- 常陽銀行企業内大学
- 橋本総業株式会社企業内大学
- 東日本銀行企業内大学
- ポーラ化粧品企業内大学
- ドリーム・アーツ企業内大学DreamArtsUniversity
- モトローラ社「モトローラユニバーシティ」
- アールエスコンポーネンツRSユニバーシティ
- 博報堂企業内大学「HAKUHODO UNV」（通称；博報堂大学）
- 日立製作所日立茨城工業専門学院（通称：茨専）
- 日立製作所日立総合経営研修所
- 三井住友銀行SMBC Academy
- 森永乳業「森永ミルク大学」
- オークネット・ビジネス・アカデミー；ＡＢＡ(株式会社オークネット)
- 資生堂エコール・ド・ハヤマ企業内大学「エコール資生堂」
- 株式会社ソフィア社内大学
- オプト・オプトアカデミー
- ソフトバンクユニバーシティ
- アサヒビール社内大学（取締役候補を対象）
- 富士物流社内大学
- 株式会社ネクスト「ネクスト大学」
- ユニクロ（ファーストリテイリング）「FR大学」
- 「フリーセル大学」
- ユナイテッドアローズ「束矢大學」
- 三菱マテリアル「ものづくり・人づくり大学」
- サムシング内PM大学（ソフトブレーン・サービス社）
- ワタベウェディング「ワタベユニバーシティ」
- 株式会社エーピーコミュニケーションズ「APアカデミー」
- オークラサービス株式会社社内大学
- ドトールIRP経営学院
- 大鵬薬品工業Global One Academy